# Jaderná elektrárna Oldbury
Oldbury je odstavená jaderná elektrárna ležící na jižním břehu řeky Severn nedaleko obce Oldbury-on-Severn v Jižním Gloucestershire v Anglii.
Je provozována firmou British Nuclear Group, která je součástí koncernu BNFL. Elektrárna byla dána do provozu v roce 1967 a obsahuje dva jaderné reaktory Magnox, každý o výkonu 435 MW. 
Elektrárna měla ukončit svou činnost v roce 2008. Provoz reaktoru 2 byl ukončen 30. června 2011 a reaktoru 4 29. února 2012.